# レダン - メス線
レダン - メス線（フランス語: Ligne de Réding à Metz-Ville）は、フランスのグランテスト地域圏モゼル県のレダンと県の中心地メスを結ぶ、電化された複線の鉄道路線である。この路線ではTERロレーヌ列車が主に通行している。

## 歴史
1842年パリ - ストラスブール鉄道（Compagnie du chemin de fer de Paris à Strasbourg）の本線とフルアル - ザールブリュッケン国境間分岐線の鉄道建設が許可されて、分岐線も本線と同じく予定通り複線で建設された。1851年7月24日にメス - レミリ間がレミリ - サンタヴォルド間とともに開通された。1853年パリ - ストラスブール鉄道会社は東部鉄道会社（Compagnie des chemins de fer de l’Est, EST）に改称された。
1871年普仏戦争の結果、ロレーヌ地方がドイツ帝国に併合されて、メス - レミリ間はエルザス＝ロートリンゲン帝国鉄道管理局（Kaiserlische Generaldirektion der Eisenbahnen in Elsaß-Lothringen, EL）に組み入れられた。リーディング（現在レダン） - レーミリ間はアルザス＝ロレーヌ地方の主要都市連結を改善する目的で建設された。1872年11月1日にザールブルク（現在サールブール） - ザールゲーミュント区間はベルテルミンゲン（現在ベルテルマン）経由ですでに開通された。1877年12月10日にリーディング三角線およびベルテルミンゲン - レーミリ間が開通された。工事費は846万マルクであった。
1919年ELはアルザス＝ロレーヌ鉄道機関（Administration des chemins de fer d’Alsace et de Lorraine, AL）に移管されて、1938年フランス国営鉄道が発足しALの路線網を引き受けた。
1956年に電車線が全区間にかけて設置された。

## 運行形態
- TER/RE18: (ザールブリュッケン -) フォルバック - サンタヴォルフド - レミリ - メス。60分間隔。